# Крестинский район
Кре́стинский район — административно-территориальная единица в составе Сибирского края РСФСР СССР, существовавшая в 1925—1929 годах.
Районный центр — село Андреевка.

## История
Район образован Постановлением ВЦИК от 25 мая 1925 года из Крестинской укрупнённой волости Калачинского уезда Омской губернии. Район вошёл в состав Омского округа Сибирского края.
В 1925 году из Батпакульского сельского совета выделен Кулановский. Из Власовского, Любимовского, Мариновского сельских советов выделен Кирилловский. Из Стретенского сельского совета выделен Ивановский. Из Орловского сельского совета выделен Любимовский. Из Михайловского сельского совета выделен Погранично-Григорьевский. Из Преображенского сельского совета выделен Ольговский. Из Стекляннского сельского совета выделен Репинский.
В 1925 году в районе насчитывалось 67 населённых пунктов, 29 сельских советов, 5513 хозяйств.
В апреле 1926 года часть населённых пунктов передано в другие сельские советы.
В 1926 году в районе насчитывалось 5647 хозяйств, 29 сельских советов, 76 населённых пунктов.
В 1929 году район был упразднён. Территория отошла в Калачинский и Черлакский районы.

## Административно-территориальное деление
- Алексеевский сельский совет (село Алексеевка)
- Андреевский сельский совет (село Андреевка)
- Батпакульский сельский совет (аул Батпакуль)
- Васильевский сельский совет (село Васильевка)
- Власовский сельский совет (село Власовка)
- Вознесенский сельский совет (село Вознесенка)
- Ивановский сельский совет (село Ивановка)
- Камышинский сельский совет (село Камышино)
- Кирилловский сельский совет (село Кирилловка)
- Кирьяновский сельский совет (село Кирьяновка)
- Крестинский сельский совет (село Крестики)
- Кулановский сельский совет (аул Куланы)
- Любимовский сельский совет (село Любимовка)
- Любчинский сельский совет (село Любчино)
- Мариновский сельский совет (село Мариновка)
- Михайловский сельский совет (село Михайловка)
- Николаевский сельский совет (село Николаевка)
- Ольговский сельский совет (село Ольговка)
- Погранично-Грегорьевский сельский совет (село Погранично-Григорьевка)
- Преображенский сельский совет (село Преображенка)
- Пресновский сельский совет (село Пресновка)
- Репинский сельский совет (село Репинка)
- Рождественский сельский совет (село Рождественка)
- Северный сельский совет (село Северное)
- Стекляннский сельский совет (село Стекляннка)
- Стретенский сельский совет (село Стретенка)
- Чистовский сельский совет (село Чистово)
- Южно-Подольский сельский совет (село Южно-Подольск)
- Язовский сельский совет (село Язово)

## Население
В 1925 году по похозяйственным книгам в районе насчитывался 27331 человек.
По переписи населения 1926 года в районе проживало 28643 человека в сельской местности (13964 м — 14689 ж). Крупные национальности: русские, украинцы, белорусы, эстонцы, немцы, чехи, киргизы.
Крупнейшие населённые пункты:
- село Крестинское — 2260 чел.;
- село Пресновское — 1786 чел.;
- посёлок Чистовский — 1586 чел.;
- село Камышино — 1238 чел.;
- село Михайловское — 1078 чел.;
- посёлок Мариновский — 1034 чел.;
- посёлок Язово — 992 чел.;
- село Андреевское — 965 чел.;
- село Северное — 890 чел.;
- посёлок Рождественский — 779 чел.